# Ruiner (chanson)
Pour les articles homonymes, voir Ruiner.
Pistes de The Downward Spiral
Closer The Becoming
Ruiner est une chanson du groupe de metal industriel Nine Inch Nails et le sixième piste sur The Downward Spiral.
Trent Reznor a déclaré qu'elle était "la chanson la plus difficile à écrire" pour l'enregistrement dans une interview de 1994. «Je ne sais toujours pas si j'ai bien compris," at-il dit. "J'ai une mauvaise ambiance de cette chanson maintenant -. D'elle aspirer tellement de façons différentes. C'était en fait deux chansons différentes collées".